# Abația Allerheiligen
Abația Allerheiligen (în română Abația Tuturor Sfinților) a fost o mănăstire benedictină în localitatea de astăzi Schaffhausen, Cantonul Schaffhausen, Elveția. Abația a fost proprietara a numeroase domenii din regiune.
Acestea au fost secularizate cu ocazia Reformei protestante, iar biserica abațială a devenit biserică reformată. Din anul 1938 fostul lăcaș de cult este muzeu.